# Gunnar Fog-Petersen
Gunnar Fog-Petersen (født 5. januar 1881 i Alslev ved Varde, død 28. maj 1939) var en dansk politiker, redaktør og landmand. Han var medlem af Folketinget for Det Radikale Venstre fra 1913 til 1920 og medlem af Landstinget for partiet fra 1920 til sin død i 1939.